# Katharina von Kardorff-Oheimb
Katharina Franziska Paula Maria «Kathinka» von Kardorff-Oheimb (nacida van Endert; Neuss, 2 de enero de 1879 - Düsseldorf, 22 de marzo de 1962) fue una política, empresaria y salonnière alemana.

## Biografía
Katharina van Endert nació el 2 de enero de 1879 en la ciudad alemana de Neuss, entonces parte de Prusia y ésta a su vez de la Alemania recientemente unificada.
Era hija del empresario Rudolf van Endert (1835-1881) y de esposa Elisabeth (1847-1928), que tenía una fábrica de muebles y otros artículos de seda. En su familia fueron nueve hermanos, tres de ellos muertos en la infancia. Su hermana mayor, Elisabeth Böhm van Endert, fue una conocida cantante de ópera. Tras la prematura muerte de su padre, su madre se hizo cargo de la fábrica de Neuss y crío a los hijos.
Katharina recibió clases privadas de maestros y clérigos católicos en su casa hasta la graduación, aprobó su examen final en una escuela secundaria en Münster en 1894 y asistió a la escuela del convento de las Ursulinas en Lyon (Francia) de 1895 a 1897. Los viajes educativos, que emprendió junto con su madre y sus dos hermanas, la llevaron a distintos lugares de Italia y Francia.
En 1897, con 19 años se casó con Felix Daelen (1868-1944; futuro adquiriente de la Glyco-Metallgesellschaft en 1915). En 1905 dejó a su marido, se fue a Noordwijk (Países Bajos) por un tiempo y trabajó, entre otras cosas, como vendedora en Ostende. Su matrimonio con Daelen terminó en divorcio en 1906 debido a su relación con Ernst Albert (1877-1911). Daelen recibió la custodia de los cuatro hijos nacidos en el matrimonio.
Katharina contrajo segundas nupcias con Ernst Albert, hijo del industrial Heinrich Albert y su mujer Antonie Anthes, con la desaprobación de sus padres y de la madre de ella. De este matrimonio nacieron un hijo, Paul Felix, y una hija. Después de que su marido muriera en 1911 mientras practicaba alpinismo en los Dolomitas (Tirol, Austria-Hungría), se hizo cargo de la dirección de las fábricas de cerámica de la fábrica química H. & E. Albert en Klingenberg am Main, Worms y Offstein después de intensas disputas sucesorias con la familia Albert.
Un año más tarde, se casó con el propietario Hans Joachim von Oheimb (1880-1960), propietario de la antigua finca heredada de Holzhausen (también llamada en alemán: Gut Oheimb, lit. 'Bien de los Oheim') cerca de Hausberge (distrito de Porta Westfalica, Austria-Hungría), amigo de su difunto marido. El matrimonio llegó a su fin en 1921.
Katharina von Kardorff-Oheimb participó activamente en el movimiento femenino burgués y se unió al Partido Popular Alemán (DVP), nacional-liberal, fundado en 1918, después de la Primera Guerra Mundial. Un año más tarde, participó en la fundación de la Asociación Nacional de Mujeres y Hombres Alemanes, que posteriormente presidió. Además, impartió cursos de formación política en su villa en la ciudad alemana de Goslar. Sus cursos sirvieron a la emancipación política de la mujer. Además, trabajó como profesora en la Universidad Lessing de Berlín.
Kardorff-Oheimb fue miembro del Reichstag de la República de Weimar de 1920 a 1924 como una de las 36 mujeres que hubo entre los 466 diputados. En el Reichstag, representó a la circunscripción 11 (Magdeburgo). Para las elecciones presidenciales de 1925, abogó por la nominación del ministro de la Reichswehr Otto Gessler como candidato conjunto del SPD, el DDP, el Zentrum y el DVP. Sin embargo, después de que la dirección del DVP en torno a Gustav Stresemann se pronunciara a favor de Paul von Hindenburg como candidato, ella renunció al partido y se convirtió en miembro del Partido Económico. Su membresía allí terminó en 1927. Tres años más tarde, asumió la presidencia del Grupo Nacional de Trabajo. En 1931 fue empleada como secretaria del Comité Pro Palestina (un comité para favorecer las Aliás de judíos alemanes).
Tras su salida de la primera línea política, su trabajo en la revista Magdeburgische Zeitung, su dirección del salón político más influyente de Berlín y la dirección de su propio periódico Allgemeine Bilderzeitung, le mantuvieron como una de las personalidades más relevantes de la Alemania de entreguerras, lo que le llevó a codearse con importantes personalidades del ejército, política y negocios, así como embajadores de la talla de Jakob Suritz, embajador soviético en Alemania.
Tras la llegada al poder de los nacionalsocialistas, la actividad política de Kardorff-Oheimb terminó durante doce años. Después de la Segunda Guerra Mundial, fue nombrada alcaldesa de Ahrensdorf por un corto tiempo por las autoridades de ocupación soviéticas en 1945. Se unió al Partido Liberal-Demócrata (PLD) y fue presidenta del grupo de trabajo de mujeres de la asociación estatal del PLD de Berlín. En 1947 renunció al partido. Dos años más tarde, se trasladó a Düsseldorf. En 1961 se unió al Partido Democrático Libre (FDP).
Murió el 22 de marzo de 1962 en Düsseldorf, entonces parte de la Alemania Occidental.